# Liste der geschützten Landschaftsbestandteile im Vogtlandkreis
Die Liste der geschützten Landschaftsbestandteile im Vogtlandkreis nennt die im Vogtlandkreis in Sachsen gelegenen geschützten Landschaftsbestandteile.

## Geschützte Landschaftsbestandteile im Vogtlandkreis
Geschützte Landschaftsbestandteile sind nach § 29 des Bundesnaturschutzgesetzes geschützte kleinere Schutzgebiete. Im Jahr 2020 gab es im Vogtlandkreis 41 geschützte Landschaftsbestandteile.
Dazu kommen die Abschnitte des Grünen Bands Deutschland in den drei Gemeinden an der Ländergrenze zu Bayern.
| Bild | Nr. | Bezeichnung                                            | Stadt/Gemeinde                    | Gemarkung                      | Position | Beschreibung | Verordnung        |
| ---- | --- | ------------------------------------------------------ | --------------------------------- | ------------------------------ | -------- | ------------ | ----------------- |
|      |     | Wetterschachtwiese Bösenbrunn                          | Bösenbrunn                        | Bösenbrunn                     | Lage     |              | 3. Dezember 2001  |
|      |     | Sumpfbiotop Schubert                                   | Heinsdorfergrund                  | Unterheinsdorf                 | Lage     |              | 4. Dezember 1993  |
|      |     | Flachmoor Pechtelsgrün                                 | Lengenfeld                        | Pechtelsgrün                   | Lage     |              | 16. Dezember 1993 |
|      |     | Hohlweg Weißensand                                     | Lengenfeld                        | Weißensand                     | Lage     |              | 8. März 1991      |
|      |     | Trinkwasserschutzgebiet Plohn                          | Lengenfeld, Rodewisch             | Plohn, Röthenbach              | Lage     |              | 26. November 1993 |
|      |     | Dorfplatz Thoßfell                                     | Neuensalz                         | Thoßfell                       | Lage     |              | 28. November 1956 |
|      |     | Gehölzreihe Nordrand Park                              | Neuensalz                         | Thoßfell                       | Lage     |              | 28. November 1956 |
|      |     | Landschaftspark Thoßfell                               | Neuensalz                         | Thoßfell                       | Lage     |              | 1. September 1968 |
|      |     | Glück Winterteich/Lohe                                 | Pausa-Mühltroff                   | Kornbach                       | Lage     |              | 15. Dezember 1993 |
|      |     | Meiers Birnbaum                                        | Pausa-Mühltroff                   | Kornbach                       | Lage     |              | 15. Dezember 1993 |
|      |     | Meiers Teich                                           | Pausa-Mühltroff                   | Kornbach                       | Lage     |              | 15. Dezember 1993 |
|      |     | Trockenhang alter Beckens Weg                          | Pausa-Mühltroff                   | Kornbach                       | Lage     |              | 15. Dezember 1993 |
|      |     | Trockenhang an der Rodauer Straße (Hohle)              | Pausa-Mühltroff                   | Kornbach                       | Lage     |              | 15. Dezember 1993 |
|      |     | Eichenallee Schönberg-Mühltroff                        | Pausa-Mühltroff, Rosenbach/Vogtl. | Mühltroff, Schönberg           | Lage     |              | 18. August 1993   |
|      |     | Allee alte Seumestraße                                 | Plauen                            | Haselbrunn                     | Lage     |              | 24. Oktober 1996  |
|      |     | Diabaskuppe am Eichhäuschen                            | Plauen                            | Plauen                         | Lage     |              | 24. Oktober 1996  |
|      |     | Fels- und Gehölzstrukturen der Kuntzehöhe              | Plauen                            | Plauen                         | Lage     |              | 24. Oktober 1996  |
|      |     | Gehölz am Alaunbergwerk                                | Plauen                            | Plauen                         | Lage     |              | 1. Februar 1998   |
|      |     | Gehölz Robert-Blum-Straße                              | Plauen                            | Plauen                         | Lage     |              | 29. Januar 1998   |
|      |     | Roßkastanien Gösselbrücke                              | Plauen                            | Plauen                         | Lage     |              | 24. Oktober 1996  |
|      |     | Schloßhang                                             | Plauen                            | Plauen                         | Lage     |              | 29. Januar 1998   |
|      |     | Baumbestand Rittergutspark Reusa                       | Plauen                            | Reinsdorf                      | Lage     |              | 29. Januar 1998   |
|      |     | Pyramideneichen Röntgenstraße                          | Plauen                            | Reinsdorf                      | Lage     |              | 24. Oktober 1996  |
|      |     | Rittergutspark Reinsdorf                               | Plauen                            | Reinsdorf                      | Lage     |              | 24. Oktober 1996  |
|      |     | Baumreihe Dorfweg Steinsdorf                           | Plauen                            | Steinsdorf                     | Lage     |              | 25. November 1997 |
|      |     | Baumreihe Hauptstraße Steinsdorf                       | Plauen                            | Steinsdorf                     | Lage     |              | 25. November 1997 |
|      |     | Baumbestand im Rittergutspark Steinsdorf               | Plauen                            | Steinsdorf                     | Lage     |              | 25. November 1997 |
|      |     | Ehemalige Bahnlinie Plauen-Falkenstein (Großfrie.)     | Plauen, Theuma, Neuensalz         | Großfriesen, Theuma, Neuensalz | Lage     |              | 19. November 1990 |
|      |     | Baumbestand Wildenau-, Rodewischer- und Plohner Straße | Rodewisch                         | Röthenbach                     | Lage     |              | 26. November 1993 |
|      |     | Märchenteich Röthenbach                                | Rodewisch                         | Röthenbach                     | Lage     |              | 26. November 1993 |
|      |     | Naßwiesen (Wildenau-Stangengrün)                       | Rodewisch                         | Röthenbach                     | Lage     |              | 26. November 1993 |
|      |     | Plohnbach u. Plohnbachtal (Sägemühle Wildenau)         | Rodewisch                         | Röthenbach                     | Lage     |              | 26. November 1993 |
|      |     | Schwabengrund Röthenbach                               | Rodewisch                         | Röthenbach                     | Lage     |              | 26. November 1993 |
|      |     | Steinrückenhecke Röthenbach                            | Rodewisch                         | Röthenbach                     | Lage     |              | 26. November 1993 |
|      |     | Teichkette Abhorner Weg                                | Rodewisch                         | Röthenbach                     | Lage     |              | 26. November 1993 |
|      |     | Eichenreihe Leubnitz - Drochaus                        | Rosenbach/Vogtl.                  | Leubnitz                       | Lage     |              | 18. August 1993   |
|      |     | Landschaftspark Leubnitz                               | Rosenbach/Vogtl.                  | Leubnitz                       | Lage     |              | 1. August 1968    |
|      |     | Forstl. Saatgutanlage am „Langen Weg“                  | Treuen                            | Eich                           | Lage     |              | 14. November 1990 |
|      |     | Schilfbestand am Schafteich bei Perlas                 | Treuen                            | Treuen                         | Lage     |              | 14. November 1990 |
|      |     | Hecken und Feldgehölze Treuen/Lochhäuser               | Treuen                            | Treuen, Wetzelsgrün            | Lage     |              | 14. November 1990 |
|      |     | Gehölzreihe LIIO 370                                   | Weischlitz                        |                                | Lage     |              | 31. Juli 1986     |
|      |     | Grünes Band - Gemeinde Eichigt (alt 41)                |                                   | Eichigt                        | Lage     |              | 2. November 1995  |
|      |     | Grünes Band - Gemeinde Triebel (alt 37, 38, 39)        |                                   | Triebel/Vogtl.                 | Lage     |              | 30. Oktober 1995  |
|      |     | Grünes Band - Gemeinde Burgstein                       |                                   | Weischlitz                     | Lage     |              | 8. Juni 1995      |